# George Cranfield Berkeley
Sir George Cranfield Berkeley, född 10 augusti 1753, död 25 februari 1818 i London, var en brittisk sjöofficer och politiker under sent 1700-tal och tidigt 1800-tal. Han föddes i  Gloucestershire i Storbritannien och växte upp i en av Storbritanniens äldsta adelfamiljer. Efter att han avslutat sin utbildning 1766 gick han med i Storbritanniens kungliga flotta, "Royal Navy".
Han avled 1818 vid en ålder av 64 år på grund av gikt.